# Skandale
En skandale er en hændelse eller en handling, som vækker forargelse eller ubehagelig og pinlig opsigt; det vil sige noget, som strider mod den sædvanlige moral- eller retsopfattelse i et samfund. Skandalesager kan være små eller store og af privat eller offentlig karakter. Handlingerne drejer sig ofte om magt og personlig vinding, enten de er politiske, økonomiske, sportslige eller seksuelt motiveret. Sådanne sager får som regel altid store og negative konsekvenser for dem, det gælder. Mange moderne skandalesager er knyttet til kendisser og politikere.
| Kultur | Spire Denne artikel om kultur er en spire som bør udbygges. Du er velkommen til at hjælpe Wikipedia ved at udvide den. |